# Totila
Baduila, meglio noto con il nome di Totila (Treviso, 516? – Caprara di Gualdo Tadino, luglio 552), fu re degli Ostrogoti dal 541 al 552, durante la guerra greco-gotica. Riuscì a contendere per dieci anni il controllo della penisola italiana all'Impero bizantino.

## Biografia
Totila ("l'immortale" in lingua gotica) salì al trono dopo la morte di suo zio Ildibaldo e l'assassinio di Erarico, un re dell'etnia dei Rugi, che stava trattando la consegna dell'Italia a Giustiniano. Dopo le pesanti sconfitte subite contro il generale Belisario e dopo la conseguente cattura di Vitige nel 540, gli Ostrogoti riuscirono faticosamente a tenere in vita uno stato a nord del fiume Po, dove stabilirono la loro nuova capitale a Pavia. Totila era in quel momento il comandante della truppe gote presso Treviso e fu probabilmente nominato re intorno ai 25 anni, alla fine del 541, dopo pochi mesi di regno di Erarico.

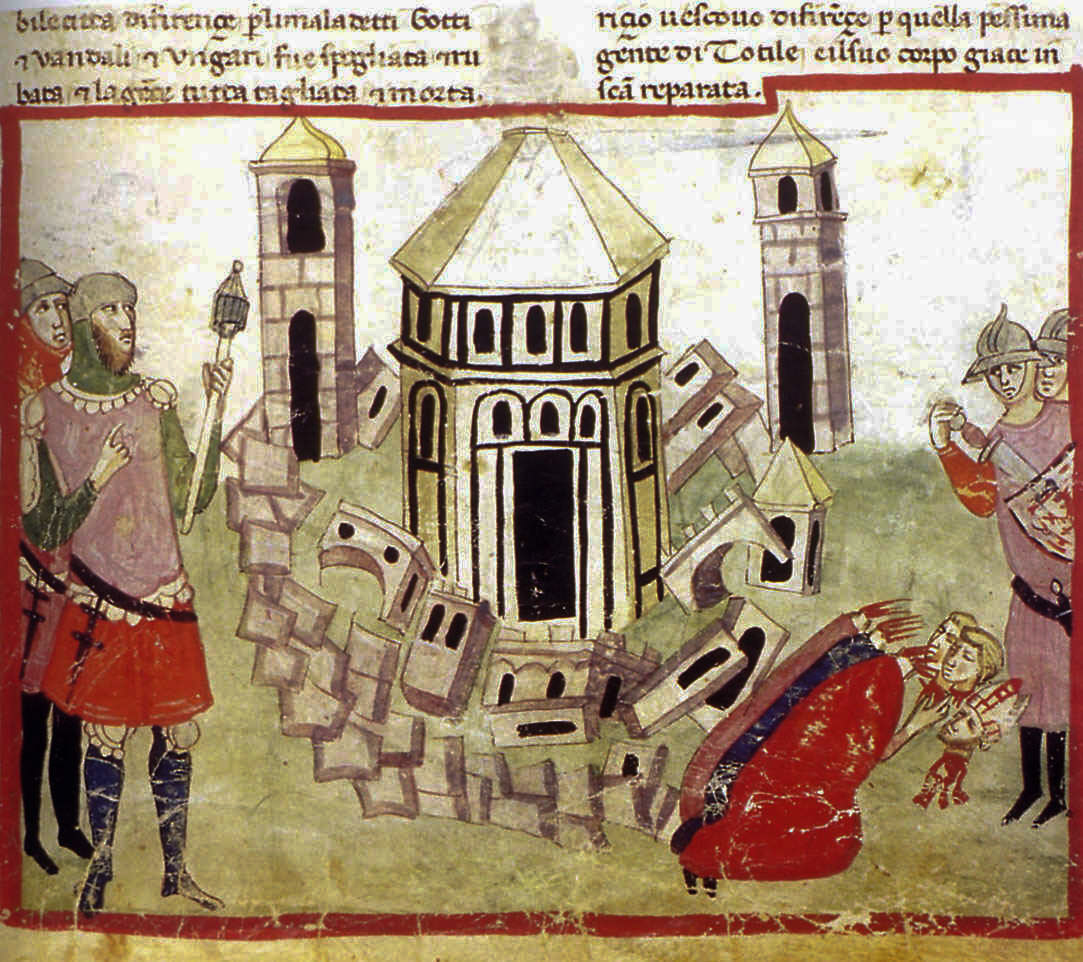
Totila fa distruggere la città di Firenze, miniatura da un manoscritto della Cronaca di Giovanni Villani

Il suo obiettivo fu subito quello di sventare la politica dell'imperatore Giustiniano I, che mirava alla presa di possesso dell'Italia. Totila ebbe inizialmente molto successo, approfittando del fatto che le truppe di Giustiniano I erano impegnate dal 540 in una guerra contro i Sasanidi nell'Impero Romano d'Oriente. Conseguì notevoli successi sul campo di battaglia assediando e saccheggiando Alatri nel 543, reclutando contadini e servi per rafforzare l'esercito, e riuscì a conquistare la città di Roma per ben due volte (alla fine del 546 e all'inizio del 550), pur non riuscendo a tenerla per molto tempo. Presa Napoli nel 543, si distinse per clemenza verso la popolazione, facendo distribuire viveri e dimostrando una generosità che Procopio di Cesarea non si sarebbe mai aspettato da un barbaro.
La prima volta che Totila pose sotto assedio Roma fu nel 544; il 17 dicembre 546 i guardiani si accordarono con l'esercito ostrogoto e aprirono le porte della città, consentendone l'invasione. Totila in quell'occasione accolse la supplica del diacono Pelagio, che lo pregò di risparmiare la popolazione e, inoltre, proibì all'esercito di mettere a morte Rusticiana, vedova di Boezio. S'impadronì del tesoro che il generale bizantino Bessa aveva accumulato e, dopo aver minacciato di radere al suolo Roma mosso dall'ira per una sconfitta delle sue truppe in Lucania e per il fallimento dell'ambasceria di pace che aveva mandato a Giustiniano, desistette grazie a una lettera di Belisario, il quale gli prospettò una fama di nefandezza presso i posteri qualora si fosse macchiato di un'azione del genere.
Nella primavera del 547 Belisario riuscì a liberare Roma e un secondo assedio di Totila nel maggio dello stesso anno non ebbe successo.

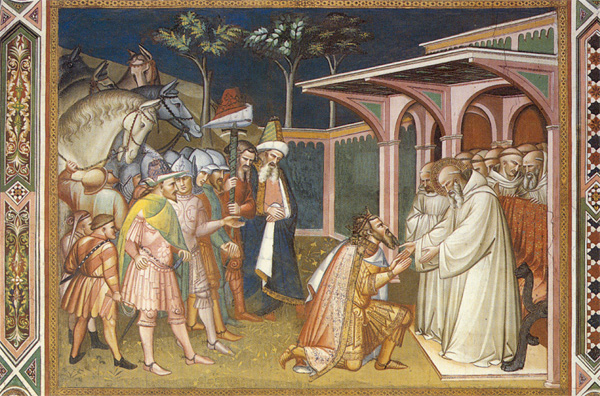
Totila incontra san Benedetto, affresco di Spinello Aretino, San Miniato al Monte, Firenze

Nell'autunno del 549 Totila pose sotto assedio Roma per la terza volta e riuscì a conquistarla grazie a un nuovo tradimento dei guardiani, che aprirono le porte al suo esercito.
La città contò pochi sopravvissuti e il Senato si trasferì quasi completamente a Bisanzio.
Totila durante il saccheggio proibì di uccidere e insultare le donne.
La seconda guerra gotica fu molto più sanguinosa della prima degli anni tra il 535 e il 540. Dopo la seconda conquista di Roma, Totila avviò inoltre una campagna di propaganda, in cui mise a confronto lo stile di vita degli Ostrogoti ai tempi di Teodorico il Grande con gli anni della sofferenza, della guerra e della politica fiscale di Giustiniano I. Ebbe meno successo con la politica estera, in quanto non riuscì a stringere alleanza con i Franchi.
Nel 551 Giustiniano I affidò il comando dell'esercito a un anziano eunuco di corte, Narsete, e lo mandò a occupare l'Italia; le sue truppe entrarono in Italia da nord attraverso i Balcani, evitando le linee difensive gotiche. Totila allora abbandonò Roma, portando con sé trecento giovani ostaggi scelti tra le famiglie più importanti della città.
Il 30 giugno o il 1º luglio del 552 l'esercito gotico venne intercettato nei pressi del villaggio di Tagina (la moderna Gualdo Tadino) da Narsete. Dopo che Totila si accorse di avere un'armata molto meno numerosa del nemico, comunicò di voler arrendersi, ma invece attaccò di sorpresa i Bizantini e conquistò una piccola collina.
L'armata di Narsete si dispose ad "arco", con la fanteria formata dai Longobardi e dagli Eruli nel centro e ai lati gli arcieri con alle spalle la cavalleria. Totila dispose i suoi arcieri di fronte con la cavalleria alle spalle.
Inizialmente, un gruppo di disertori bizantini si unì agli Ostrogoti e iniziarono un combattimento corpo a corpo, ma furono sconfitti; a questo punto comparve Totila, che eseguì una danza di guerra o un esercizio equestre (le testimonianze sono vaghe su questo punto). Dopo che furono arrivati in rinforzo a Totila duemila cavalieri, tutta l'armata ostrogota pranzò; infatti il re voleva provocare un crollo di morale nell'esercito bizantino.
Ovviamente Narsete era pronto a questo: mosse i suoi arcieri e fece attaccare la cavalleria sui lati dello schieramento avversario, provocando enormi perdite.
Nel primo pomeriggio gli Ostrogoti erano completamente disorganizzati e, quando Narsete ordinò un'avanzata generale, scapparono e si dispersero. Gli Ostrogoti subirono un totale di seimila vittime.

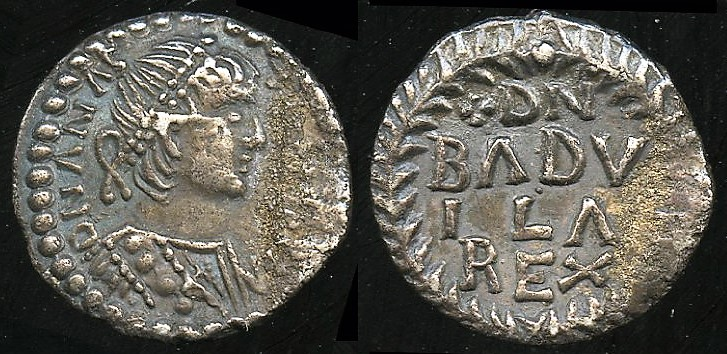
Siliqua di Totila, zecca di Pavia.

Lo stesso Totila, con pochi fedeli seguaci, fuggì verso Caprae (Caprara di Gualdo Tadino), ma fu ferito dalle frecce dei tiratori dell'esercito bizantino o, secondo altre fonti, fu colpito alla spalla da una lancia e morì; gli Ostrogoti si riunirono sotto l'ultimo re Teia. Tuttavia, a causa della perdita della maggior parte della cavalleria che non poté più offrire una resistenza adeguata, il sogno degli Ostrogoti di un'affermazione in Italia ebbe fine, mentre il ricordo di Totila continuò a vivere come una figura eroica.

### La tomba di Totila
Lo storico Camillo Ramelli (1804-1855) definì come attendibile l'identificazione della tomba di Totila rinvenuta nel febbraio del 1759 a Matelica, presso il Piano dei cavalieri, chiamato in origine Piano delle tombe o delle capre. Nella cripta, di chiara origine gota, fu ritrovato un cadavere tumulato secondo le usanze dei nobili goti, con un anello d'oro al dito, quattro corpi di soldati di guardia e una spada. Ramelli ritenne compatibile il luogo con la descrizione della battaglia fornita dal cronista Procopio di Cesarea. Questa interpretazione è stata però contestata da altri storici che riportano la descrizione della sepoltura fatta dallo stesso Procopio, secondo il quale essa fu modesta, in quanto i fedeli del re erano inseguiti dai Bizantini, tanto che il corpo venne poi ritrovato dagli inseguitori, che inviarono a Costantinopoli la corazza, il cappello impreziosito di gemme e i vestiti sporchi di sangue.